# Negro (volcan)
Pour les articles homonymes, voir Négro.
Le Negro est un petit volcan actuellement actif, qui se trouve dans la province argentine de Catamarca (département de Tinogasta). Il est haut de 5 373 mètres.

## Toponymie
Autour du Negro se trouvent d'importantes coulées volcaniques récentes, de couleur noirâtre (de même que son cône), qui lui valent son nom.

## Géographie

### Situation
Le volcan Negro fait partie du secteur oriental de la courte chaîne volcanique de la zone des 27 degrés de latitude sud, chaîne d'une cinquantaine de kilomètres de long, orientée est-ouest le long de la frontière argentino-chilienne et abritant plusieurs des plus hauts volcans de la terre. Il fait partie des volcans proches du col du Paso de San Francisco.
Ce petit appareil volcanique récent se dresse à cinq kilomètres au sud du volcan El Fraile (6 062 mètres).
Il est particulièrement bien entouré par les puissants massifs volcaniques de la région. Au nord-ouest à cinq kilomètres se trouve le volcan Nevado (5 822 m), puis le El Muerto (6 488 mètres), distant de plus ou moins dix kilomètres. Du côté nord-est, à 10 kilomètres du cratère également, se situe le Nevado de Incahuasi (6 638 m).
À 15 kilomètres à peine à l'ouest on peut voir le colosse Nevado Ojos del Salado (6 879 m), et plus proche encore le Medusa (6 121 m).
Au sud-est, à moins de dix kilomètres, se trouvent les volcans Rojo (4 861 m) et Ojo de las Lozas.
Enfin à une douzaine de kilomètres au sud-ouest, on trouve les Gendarme Argentino I (5 950 m) et Gendarme Argentino II (6 014 m).

### Topographie
Son altitude réduite de « seulement » 5 373 mètres fait qu'il est fort peu connu, surtout face à la masse de quelques-uns de ses voisins. Il est cependant l'un des volcans les plus actifs de la zone.
Le Negro est très facile à reconnaître sur les photos satellites, où il se présente sous forme d'une tache noire irrégulière correspondant aux récentes coulées de lave, et présentant deux tentacules tout aussi noirs de plus ou moins cinq kilomètres (depuis le cratère), l'un vers l'est, l'autre vers le sud. Cette tache noire liée au volcan comporte elle-même trois taches arrondies claires, correspondant à des terrains surélevés que la lave n'a pas réussi à submerger. On peut observer aussi le cratère se présentant sous forme d'une tache rougeâtre très décentrée vers l'ouest. Au sud-est de cette tache noire du volcan Negro s'étend une deuxième tache noire, moins irrégulière et liée au Rojo dont le cratère apparaît très clairement rougeâtre lui aussi.

## Histoire
Dans la période récente le volcan Negro a fait preuve d'une forte activité volcanique.